# Крюк (Свердловська область)
Крюк (рос. Крюк) — село у складі Шалинського міського округу Свердловської області.
Населення — 75 осіб (2010, 65 2002).
Національний склад станом на 2002 рік: росіяни — 100 %.